# Feliksas Bieliauskas
Feliksas Bieliauskas (13 de febrer del 1914 – 13 de novembre del 1985) fou un activista del Partit Comunista de Lituània (PCL) i coronel del règim soviètic.

## Biografia
A partir del 1932 començà a participar en activitats comunistes, aleshores il·legals. El 1934 esdevingué membre del comitè i secretari del subdistricte de Kaunas del PCL. Estigué empresonat el 1934 i de nou entre el 1936 i el 1940. Entre el 1934 i el 1935 estudià a l'Escola Internacional Lenin de Moscou. El 1935 esdevingué membre del Komsomol lituà i editor de la publicació il·legal comunista per a joves Joventut Obrera i Camperola.
Com a conseqüència de l'ocupació soviètica de Lituània el 1940, Bieliauskas es convertí en secretari general del Komsomol lituà. Entre el 1942 i el 1943 encapçalà la secció política de la 16a Divisió Lituana de l'Exèrcit Roig. El 1945 i 1946 fou Secretari per a la ciutat de Kaunas. El 1951 succeí a Boleslovas Baranauskas com a president del Soviet Suprem de l'RSS de Lituània, càrrec que ocuparia fins al 1955.
Morí a Vílnius el 1985.